# ویلبرفوس
ویلبرفوس (به انگلیسی: Wilberfoss) یک محله مدنی و روستا در بریتانیا است که در East Riding of Yorkshire واقع شده‌است. ویلبرفوس ۱٬۸۶۶ نفر جمعیت دارد.